# Минтамир
Минтами́р (каз. Мыңтамыр) — село у складі Екібастузької міської адміністрації Павлодарської області Казахстану. Входить до складу Екібастузького сільського округу.
Населення — 130 осіб (2021; 148 у 2009, 223 у 1999, 344 у 1989).
Національний склад станом на 1989 рік:
- казахи — 100 %

Станом на 1989 рік село називалось Минтамар.